# Onthophagus tweedensis
Onthophagus tweedensis är en skalbaggsart som beskrevs av Blackburn 1903. Onthophagus tweedensis ingår i släktet Onthophagus och familjen bladhorningar. Inga underarter finns listade i Catalogue of Life.